# Antoine Arnauld den yngste
Antoine Arnauld, kallad abbé Arnauld, född 1616, död 1698, var en fransk memoarskrivare, äldste son till Robert Arnauld d'Andilly. 
Hans förste lärare var Martin de Barcos, systerson till abboten av St. Cyran. Därefter sändes han till kollegiet i Lisieux för att avsluta sina studier. År 1643 ville han tjäna som soldat under en av sina farbröder, men det förvägrades honom. Han böjde sig för sin fars vilja, men blev inte bättre behandlad. Berövad faderns stöd vände han sig till farbrodern Henri, abbot av Saint-Nicolas, och följde denne till Rom 1645. Kort efteråt blev abboten av Saint-Nicolas utnämnd till biskop av Angers. Brorsonen erhöll klostret Chaumes, som låg i närheten av familjens ägor. När hans bror, Simon Arnauld de Pomponne, föll i onåd drog han sig tillbaka till biskopens av Angers residens, där han fick sköta administrationen. Efter biskopens död levde han där i lugn och ro till sin död.